# Kranggan (Sukorejo)
Kranggan is een bestuurslaag in het regentschap Ponorogo van de provincie Oost-Java, Indonesië. Kranggan telt 1042 inwoners (volkstelling 2010).